# 平滑双羽爪節蜱
平滑双羽爪節蜱（学名：Diptacus glaber）为双羽爪節蜱科双羽爪節蜱屬下的一个种。